# Лудвиг Квиде
Лудвиг Квиде (на немски: Ludwig Quidde) е германски историк, публицист, пацифист и ляволиберален политик по време на Германската империя и Ваймарската република. Той е един от видните критици на Кайзер Вилхелм II. Заедно с Фердинан Бюисон е удостоен с Нобелова награда за мир за 1927 г. за успехите си в организирането на многобройни международни мирни конференции.

## Произход и образование (1858 – 1881)
Роден е на 23 март 1858 година в Бремен, Германия, най-големият син в семейството на търговец. След като завършва средното си образование постъпва в Страсбургския, а след това в Гьотингенския университет, където изучава средновековна история на Германия. През 1881 г. защитава дисертация и получава докторска степен по философия.

## Научна дейност и дипломатическа дейност (1881 – 1933)
След дипломирането си става член на редколегията, която готви за публикуване документите на средновековния Райхстаг. През 1889 г. той основава „Списание за исторически науки“ (на немски: Zeitschrift fur Geschichtswissenschaft), което редактира в продължение на шест години. От 1890 до 1892 г. Квиде е научен секретар на Пруския исторически институт в Рим.
Квиде достига до пацифизма под влияние на историческата литература. Въздействие върху него оказва и Маргарете Якобсон, за която се жени през 1882 г. През 1891 г. Квиде става член на Германското дружество за мир, основано по образец на дружеството, учредено в Австрия от Берта фон Зутнер.
През 1893 г. Квиде публикува анонимния памфлет „Милитаризмът в съвременна Германия“ (на немски: Der Militarismus im heutigen Deutschen Reich). През 1894 г. под свое име пуска друг памфлет – „Калигула: изследване за римското императорско безумие“ (на немски: Caligula: Eine Studie uber romischen Casarenwahnsinn). Макар че памфлетът имитира историческо съчинение, съвременниците безпогрешно разпознават в него сатира, насочена срещу германския император Вилхелм II. Обвинен в клевета, Квиде е осъден на три месеца затвор. Същата година Квиде укрепва връзката си с пацифизма, като създава в Мюнхен антивоенна група. От този момент започва да посещава и международни мирни конференции. Една година по-късно, през 1895 г., участва в реорганизацията на Немската народна партия – антивоенна и антипруска организация. За политическа реч, произнесена през 1896 г., е обвинен в държавна измяна и прекарва три месеца в мюнхенския затвор.
След няколко години Квиде се превръща в признат лидер на пацифисткото движение. Той става член на съвета на Международното бюро за мир, а през 1901 г. председателства Световния конгрес за мир в Глазгоу. Една година по-късно е избран в Мюнхенския градски съвет. През 1905 г., заедно с Фредерик Паси, се опитва да постигне мирно съглашение между Франция и Германия, а през 1907 организира Световен конгрес за мир в Мюнхен. През 1907 – 1908 г. е избран в баварския парламент като представител на Немската народна партия.
През 1914 г., със започването на Първата световна война, Квиде напуска Германия. Сведенията за този период от живота му са противоречиви. Живее или в Швейцария, или в Хага, но всички източници са единодушни, че поддържа връзки с пацифисти от други страни и присъства на антивоенната конференция в Хага през 1915 г. Той продължава да публикува памфлети, в които се набелязват пътищата за изкореняване на войните за сметка на преустройството на международните отношения. По-специално Квиде призовава народите да се откажат от анексиите и да сключат съглашение за свобода на мореплаването и търговията.
След войната Квиде се връща в Германия и се опитва да възстанови там движението за мир. Той застава начело на Германския картел за мир, състоящ се от 21 организации, а през 1919 г. е избран за депутат в националната асамблея. Квиде се обявява срещу Версайския договор, защото стоварва цялата отговорност за световната война върху Германия. От друга страна той подкрепя горещо Обществото на народите, свързвайки с него мирните си надежди. Възмутен от превъоръжаването на Германия, през 1924 г. Квиде написва серия от статии, в които обвинява възстановяването на военновъздушните сили и военната подготовка на младите хора, което противоречи на изискванията на Версайския договор. Според него подобни действия могат да предизвикат гибелна за немската икономика реакция на Франция. Квиде е арестуван и прекарва известно време в затвора „за сътрудничество с неприятеля“.

## Последни години (1933 – 1941)
Когато Хитлер идва на власт през 1933 г. Квиде отново напуска Германия. Установява се в Женева, където запазва активност в международното пацифистко движение до смъртта си.
Умира на 5 март 1941 година в Женева на 82-годишна възраст.

## По-значими публикации
- „Die Entstehung des Kurfurstencollegiums: Eine verfassungsgeschichtliche Untersuchung“ (1884)
- „Studien zur Geschichte des Rheinischen Landfriedensbundes von 1259“ (1885)
- „Militarismus im heutigen Deutschen Reich“ (1893)
- „Caligula. Eine Studie über römischen Cäsarenwahnsinn“ (1894)
- „Völkerbund und Demokratie“ (1922)
- „Der deutsche Pazifismus während des Weltkrieges 1914 – 1918“ (1924)
- „Der erste Schritt zur Weltabrüstung“ (1927)
- „Histoire de la paix publique en Allemagne au moyen age“ (1929)